# Leptanilla japonica
Leptanilla japonica är en myrart som beskrevs av Baroni Urbani 1977. Leptanilla japonica ingår i släktet Leptanilla och familjen myror. Inga underarter finns listade i Catalogue of Life.

## Bildgalleri

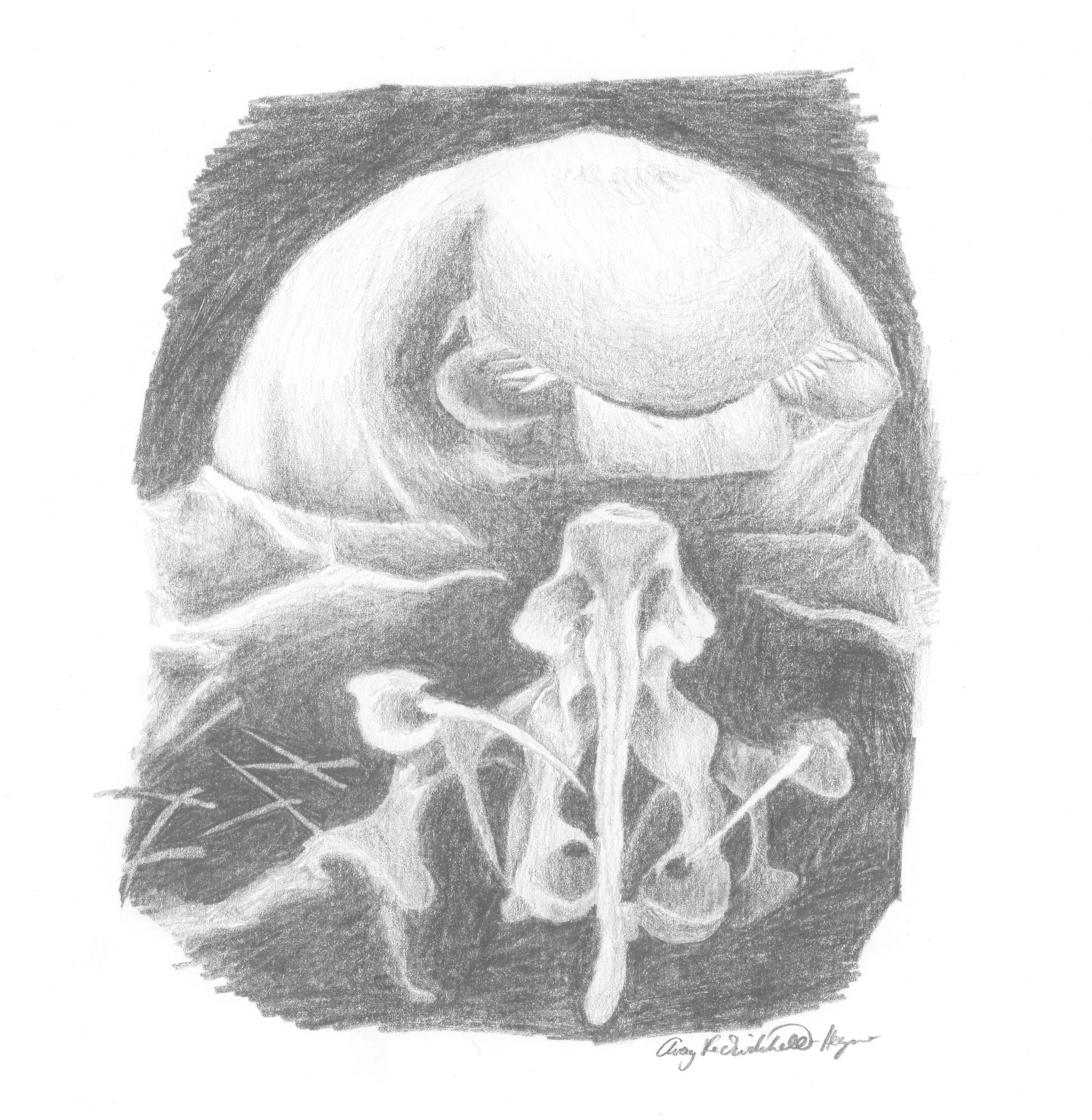